# Taksony (vas)
Taksony je vas na Madžarskem, ki upravno spada pod podregijo Ráckevei Županije Pešta.